# Cupa Africii pe Națiuni 2023
Cupa Africii pe Națiuni 2023 (numită și AFCON 2023 sau CAN 2023), cunoscută sub numele de Cupa Africii pe Națiuni 2023 TotalEnergies din motive de sponsorizare, a fost cea de-a 34-a ediție a turneului bienal de fotbal al asociațiilor africane, fiind organizată de Confederația Africană de Fotbal. Aceasta va fi găzduită de Coasta de Fildeș pentru a doua oară, după ce țara a organizat competiția prima dată în 1984.
Această ediție a turneului a fost inițial planificată să fie a treia din 2019 care să aibă loc în timpul verii emisferei nordice, pentru a reduce conflictele de programare cu echipele și competițiile europene ale cluburilor.     Cu toate acestea, turneul a fost amânat de CAF în data de 3 iulie 2022 din cauza problemelor legate de vremea nefavorabilă din timpul verii în Coasta de Fildeș, urmând a se organiza în perioada 13 ianuarie - 11 februarie 2024, păstrând în același timp numele original al ediției în scopuri de sponsorizare.   Ediția din 2021 din Camerun a fost de asemenea mutată și organizată în iarnă din motive similare.
Senegal este campioana în exercițiu.

## Alegerea țării-gazdă

### Candidaturi
- Algeria
- Guineea (Guineea a primit inițial turneul din 2023, dar obligațiile de organizare au fost amânate până în 2025, după ce Camerun a găzduit turneul în 2021 în loc de 2019 din cauza lipsei de pregătire la momentul respectiv. Cu toate acestea, Guineea nu a putut respecta termenul limită pentru pregătirile pentru turneu și i-a fost retrase ulterior dreptul de organizare a turneului din 2023 la 30 septembrie 2022; Marocul a fost selectat ca gazdă înlocuitoare la 27 septembrie 2023).
- Coasta de Fildeș (Coasta de Fildeș a primit inițial turneul din 2021, care a fost ulterior devansat pentru 2023, ca urmare a faptului că Camerun a găzduit ediția din 2021. Cu toate acestea, Coasta de Fildeș a solicitat ulterior CAF ca ediția din 2023 să fie găzduită în ianuarie-februarie 2024 pentru a evita sezonul ploilor tropicale din Africa Centrală și de Vest, care atinge de obicei vârful în jurul lunilor iunie-iulie).
- Zambia

### Candidaturi respinse
- Camerun
- Kenya
- Sudan
- Senegal

CAF a anunțat inițial gazdele pentru edițiile din 2019, 2021 și 2023 ale Cupei Africii pe Națiuni după votul final din cadrul reuniunii comitetului său executiv din 20 septembrie 2014, atribuind ediția din 2019 Camerunului, ediția din 2021 Coastei de Fildeș și ediția din 2023 Guineei.
Anunțul gazdelor din 2023 nu a fost programat. Guineea a fost unul dintre ofertanții pentru edițiile din 2019 și 2021, ale căror țări gazdă urmau să fie anunțate în aceeași zi. Un purtător de cuvânt al CAF a declarat pentru BBC News că, pe baza prezentării „și a angajamentului” Guineei, comitetul „a decis să își exercite puterea de a lua o decizie imediată”.

### Schimbarea gazdei
La 30 noiembrie 2018, CAF a exclus Camerun de la organizarea ediției din 2019 din cauza lipsei de rapiditate a progreselor în pregătirile pentru organizare, dar a acceptat cererea fostului președinte al CAF, Ahmad Ahmad, să fie organizată în Camerun următoarea ediție în 2021. În consecință, gazda inițială din 2021, Coasta de Fildeș, urma să găzduiască ediția din 2023, iar gazda inițială din 2023, Guineea, era planificată să găzduiască ediția din 2025, care până la acel moment nu avea încă o gazdă desemnată.
La 30 ianuarie 2019, președintele CAF a confirmat schimbarea calendarului, după o întâlnire cu președintele ivorian Alassane Ouattara în Abidjan, Coasta de Fildeș.

## Calificări

### Națiuni calificate
| Țara                | Calificată ca          | Data calificării   | Apariții anterioare |
| ------------------- | ---------------------- | ------------------ | ------------------- |
| Coasta de Fildeș    | Gazdă/Lcoul 2 grupa H  | 30 ianuarie 2019   | 25                  |
| Maroc               | Câștigătoarea grupei K | 24 martie 2023     | 19                  |
| Algeria             | Câștigătoarea grupei F | 27 martie 2023     | 20                  |
| Africa de Sud       | Locul 2 grupa K        | 28 martie 2023     | 11                  |
| Senegal             | Câștigătoarea grupei L | 28 martie 2023     | 17                  |
| Burkina Faso        | Câștigătoarea grupei B | 28 martie 2023     | 13                  |
| Tunisia             | Câștigătoarea grupei J | 28 martie 2023     | 21                  |
| Egipt               | Câștigătoarea grupei D | 14 iunie 2023      | 26                  |
| Zambia              | Câștigătoarea grupei H | 17 iunie 2023      | 18                  |
| Guineea Ecuatorială | Locul 2 grupa J        | 17 iunie 2023      | 4                   |
| Nigeria             | Câștigătoarea grupa A  | 18 iunie 2023      | 20                  |
| Guinea-Bissau       | Câștigătoarea grupa A  | 18 iunie 2023      | 4                   |
| Capul Verde         | Locul 2 în grupa B     | 18 iunie 2023      | 4                   |
| Mali                | Câștigătoarea grupa G  | 18 iunie 2023      | 13                  |
| Guineea             | Locul 2 grupa D        | 20 iunie 2023      | 14                  |
| Ghana               | Câștigătoarea grupa E  | 7 septembrie 2023  | 24                  |
| Angola              | Locul 2 grupa E        | 7 septembrie 2023  | 9                   |
| Tanzania            | Locul 2 în grupa F     | 7 septembrie 2023  | 3                   |
| Mozambic            | Locul 2 în grupa L     | 9 septembrie 2023  | 5                   |
| RD Congo            | Câștigătoarea grupa I  | 9 septembrie 2023  | 20                  |
| Mauritania          | Locul 2 în grupa I     | 9 septembrie 2023  | 3                   |
| Gambia              | Locul 2 în grupa G     | 10 septembrie 2023 | 2                   |
| Camerun             | Câștigătoarea grupa C  | 12 septembrie 2023 | 21                  |
| Namibia             | Locul 2 în grupa C     | 12 septembrie 2023 | 4                   |

## Format
24 de echipe vor concura la turneul final. Doar țara-gazdă a primit un loc automat de calificare, celelalte 23 de echipe calificându-se printr-un turneu de calificare. Cele 24 de echipe vor fi împărțite în șase grupe a câte patru echipe fiecare. Echipele din fiecare grupă vor juca fiecare cu fiecare. După faza grupelor, primele două echipe din fiecare grupă și cel mai bine clasate patru echipe de pe locul trei se vor califica în optimile de finală. Câștigătoarele din optimile de finală se vor califica în sferturile de finală, iar câștigătoarele din sferturile de finală se vor califica în semifinale. Învinsele din semifinale vor juca în meciul pentru locul trei, în timp ce câștigătoarele semifinalelor vor disputa finala.

## Oficialii meciurilor
La 12 septembrie 2023, un total de 32 de arbitri, 33 de asistenți, patru arbitri asistenți video (VAR) și șase instructori tehnici și fizici au fost preselectați pentru cursul pregătitor înaintea turneului.

### Arbitri
- Mustapha Ghorbal
- Peter Waweru
- Bamlak Tessema Weyesa
- Jean Ngambo
- Amin Omar
- Dahane Beida
- Samir Guezzaz
- Boubou Traore
- Tom Abongile
- Atcho Pierre
- Mahmoud Mahmood
- Mahamat Aliaou
- Issa Sy
- Mutaz Ibrahim
- Pacifique Ndabihawenimana
- Samuel Uwikunda
- Mohamed Maarouf
- Abdel Bouh
- Mebiame Tanguy
- Omar Artan
- Gamouh Youcef
- Jalal Jayed
- Kalilou Ibrahim
- Sadok Selmi
- Louis Houngnandande
- Messie Nkoukou
- Milazare Patrice
- Lahlou Benbraham
- Guirat Haithem
- Daniel Laryea
- Mahmoud M.Elbanna
- Ahmed Heerelal

### Arbitri asistenți
- Abbes Zerhouni
- Mokrane Gourari
- Ahmed Ibrahim
- Mahmoud Abouregal
- Azgaou Lahsen
- Mostafa Akarkad
- Emiliano Dos Santos
- Lopes Oliveira
- Djibril Camara
- Nouha Bangoura
- Ngoh Hermann
- Nouho Ouattara
- Zakhele Siwela
- Elvis Noupue
- Sourou Phatsoane
- Arsenio Maringule
- Ibrahim Mohamed
- Hassani Khalil
- Gilbert Cheriot
- Amsaed Essa
- Tiama Seydou
- Amaldin Souleimane
- Liban Abdoulrazack
- Ditsoga Marlene
- Dos Abdelmiro
- Kwasi Brobbey
- Ayimavo Eric
- Yiembe Stephen
- Dimbiniaina Andriatianarivelo
- Ahonto Koffi
- Steven Moutsassi
- Modibe Samake
- Zakaria Brinsi

### Arbitri asistenți video
- Mahmoud Ashour
- Maria Rivet
- Akhona Makalima

### Instructori tehnici și fizici
- Mike van der Roest (FIFA)
- Malang Diedhou
- Mohammed Guezzaz
- Felix Tangawarima
- Jean Birumushahu
- Yeo Songuifolo

## Tragerea la sorți
Tragerea la sorți a avut loc la Parc des Expositions d'Abidjan, în Abidjan, pe 12 octombrie 2023. Evenimentul a fost găzduit de muzicianul senegalez-american Akon, în timp ce tragerea la sorți a fost condusă de foștii fotbaliști africani Didier Drogba și John Obi Mikel, alături de actualii internaționali Sadio Mané și Achraf Hakimi. Cele 24 de echipe au fost împărțite în șase grupe de câte patru, cele patru urne fiind stabilite pe baza clasamentului mondial FIFA din septembrie 2023 (prezentat în paranteze), enumerate mai jos. Coasta de Fildeș a primit automat primul loc și a fost repartizată pe poziția A1 la tragerea la sorți, în calitate de gazdă.
| Urna 1 | Urna 2                                                                                   | Urna 3 | Urna 4                                                                                              |
| --- | ---------------------------------------------------------------------------------------- | --- | --------------------------------------------------------------------------------------------------- |
| Coasta de Fildeș (50) (gazdă) · Maroc (13) · Senegal (20) (deținătoarea titlului) · Tunisia (29) · Algeria (34) · Egipt (35) | Nigeria (40) · Camerun (41) · Mali (49) · Burkina Faso (58) · Ghana (60) · RD Congo (64) | Africa de Sud (65) · Capul Verde (71) · Guineea (81) · Zambia (82) · Guineea Ecuatorială (92) · Mauritania (99) | Guinea-Bissau (106) · Mozambic (113) · Namibia (114) · Angola (117) · Gambia (118) · Tanzania (122) |

## Stadioane
| AbidjanBouakéKorhogoSan-PédroYamoussoukroCupa Africii pe Națiuni 2023 (Coasta de Fildeș) | Abidjan                        | Abidjan                          | Bouaké                        |
| ---------------------------------------------------------------------------------------- | ------------------------------ | -------------------------------- | ----------------------------- |
| AbidjanBouakéKorhogoSan-PédroYamoussoukroCupa Africii pe Națiuni 2023 (Coasta de Fildeș) | Stadionul Alassane Ouattara    | Stadionul Felix Houphouet Boigny | Stade de la Paix              |
| AbidjanBouakéKorhogoSan-PédroYamoussoukroCupa Africii pe Națiuni 2023 (Coasta de Fildeș) | Capacitate: 60.000             | Capacitate: 33.000               | Capacitate: 40.000            |
| AbidjanBouakéKorhogoSan-PédroYamoussoukroCupa Africii pe Națiuni 2023 (Coasta de Fildeș) |                                |                                  |                               |
| AbidjanBouakéKorhogoSan-PédroYamoussoukroCupa Africii pe Națiuni 2023 (Coasta de Fildeș) | Korhogo                        | San-Pédro                        | Yamoussoukro                  |
| AbidjanBouakéKorhogoSan-PédroYamoussoukroCupa Africii pe Națiuni 2023 (Coasta de Fildeș) | Stadionul Amadou Gon Coulibaly | Stadionul Laurent Pokou          | Stadionul Charles Konan Banny |
| AbidjanBouakéKorhogoSan-PédroYamoussoukroCupa Africii pe Națiuni 2023 (Coasta de Fildeș) | Capacitate: 20.000             | Capacitate: 20.000               | Capacitate: 20.000            |
| AbidjanBouakéKorhogoSan-PédroYamoussoukroCupa Africii pe Națiuni 2023 (Coasta de Fildeș) |                                |                                  |                               |

## Faza grupelor
Primele două echipe din fiecare grupă, împreună cu cele mai bune patru echipe de pe locul trei, se califică în optimile de finală. Toate orele sunt locale, OAO (UTC+1).

### Departajări
Dacă două sau mai multe echipe au același punctaj după ce toate meciurile din grupă s-au jucat, se vor aplica următoarele departajări:
1. Numărul mai mare de puncte obținute dintre echipele aflate la departajare;
2. Diferența de goluri superioară dintre echipele aflate la departajare;
3. Numărul mai mare de goluri înscrise dintre echipele aflate la departajare;
4. Dacă după primele trei criterii echipele sunt tot la egalitate, diferența se va face cu ajutorul meciurilor directe între echipele aflate la departajare. Dacă și după acest criteriu echipele sunt tot la egalitate, se vor aplica criteriile 5–9;
5. Diferența de goluri superioară din toate meciurile grupei;
6. Numărul mai mare de goluri din toate meciurile grupei;
7. Tragere la sorți.

### Grupa A
| Loc | Echipa               | MJ | V | E | Î | GM | GP | DG | Pct | Calificare                     |
| --- | -------------------- | -- | - | - | - | -- | -- | -- | --- | ------------------------------ |
| 1   | Guineea Ecuatorială  | 3  | 2 | 1 | 0 | 9  | 3  | +6 | 7   | Avansează în Faza eliminatorie |
| 2   | Nigeria              | 3  | 2 | 1 | 0 | 3  | 1  | +2 | 7   | Avansează în Faza eliminatorie |
| 3   | Coasta de Fildeș (H) | 3  | 1 | 0 | 2 | 2  | 5  | −3 | 3   | Avansează în Faza eliminatorie |
| 4   | Guinea-Bissau        | 3  | 0 | 0 | 3 | 2  | 7  | −5 | 0   |                                |

1. 1 2  Egalitate în meciul direct. Golaveraj per total: Guineea Ecuatorială +6, Nigeria +2

| Coasta de Fildeș            | 2-0    | Guinea-Bissau |
| --------------------------- | ------ | ------------- |
| - S. Fofana 4' - Krasso 58' | Raport |               |

| Nigeria     | 1-1    | Guineea Ecuatorială |
| ----------- | ------ | ------------------- |
| Osimhen 38' | Raport | Salvador 36'        |

| Guineea Ecuatorială               | 4-2    | Guinea-Bissau                         |
| --------------------------------- | ------ | ------------------------------------- |
| - Nsue 21', 51', 61' - Josete 46' | Raport | - Esteban 37' (o.g.) - Zé Turbo 90+3' |

| Coasta de Fildeș | 0-1    | Nigeria                   |
| ---------------- | ------ | ------------------------- |
|                  | Raport | - Troost-Ekong 55' (pen.) |

| Guineea Ecuatorială                | 4-2    | Coasta de Fildeș                      |
| ---------------------------------- | ------ | ------------------------------------- |
| - Nsue 21', 51', 61' - Miranda 46' | Raport | - Esteban 37' (o.g.) - Zé Turbo 90+3' |

| Guinea-Bissau | 0-1    | Nigeria                   |
| ------------- | ------ | ------------------------- |
|               | Raport | - Troost-Ekong 55' (pen.) |

### Grupa B
| Loc | Echipa      | MJ | V | E | Î | GM | GP | DG | Pct | Calificare                     |
| --- | ----------- | -- | - | - | - | -- | -- | -- | --- | ------------------------------ |
| 1   | Capul Verde | 3  | 2 | 1 | 0 | 7  | 3  | +4 | 7   | Avansează în Faza eliminatorie |
| 2   | Egipt       | 3  | 0 | 3 | 0 | 6  | 6  | 0  | 3   | Avansează în Faza eliminatorie |
| 3   | Ghana       | 3  | 0 | 2 | 1 | 5  | 6  | −1 | 2   |                                |
| 4   | Mozambic    | 3  | 0 | 2 | 1 | 4  | 7  | −3 | 2   |                                |

1. 1 2  Egalitate în meciul direct. Golaveraj per total: Ghana −1, Mozambic −3

| Egipt                                     | 2-2    | Mozambic                |
| ----------------------------------------- | ------ | ----------------------- |
| - Mostafa Mohamed 2' - Salah 90+7' (pen.) | Raport | - Witi 56' - Clésio 58' |

| Ghana       | 1-2    | Capul Verde                      |
| ----------- | ------ | -------------------------------- |
| - Djiku 56' | Raport | - Monteiro 17' - Rodrigues 90+2' |

| Egipt                        | 2-2    | Ghana              |
| ---------------------------- | ------ | ------------------ |
| - Marmoush 69' - Mostafa 74' | Raport | - Kudus 45+3', 71' |

| Capul Verde                        | 3-0    | Mozambic |
| ---------------------------------- | ------ | -------- |
| - Bebé 32' - Mendes 51' - Pina 69' | Raport |          |

| Mozambic                            | 2-2    | Ghana                            |
| ----------------------------------- | ------ | -------------------------------- |
| - Geny 90+1' (pen.) - Mandava 90+4' | Raport | - J. Ayew 15' (pen.), 70' (pen.) |

| Capul Verde                         | 2-2    | Egipt                           |
| ----------------------------------- | ------ | ------------------------------- |
| - G. Tavares 45+1' - Teixeira 90+9' | Raport | - Trézéguet 50' - Mostafa 90+3' |

### Grupa C
| Loc | Echipa  | MJ | V | E | Î | GM | GP | DG | Pct | Calificare                     |
| --- | ------- | -- | - | - | - | -- | -- | -- | --- | ------------------------------ |
| 1   | Senegal | 3  | 3 | 0 | 0 | 8  | 1  | +7 | 9   | Avansează în Faza eliminatorie |
| 2   | Camerun | 3  | 1 | 1 | 1 | 5  | 6  | −1 | 4   | Avansează în Faza eliminatorie |
| 3   | Guineea | 3  | 1 | 1 | 1 | 2  | 3  | −1 | 4   | Avansează în Faza eliminatorie |
| 4   | Gambia  | 2  | 0 | 0 | 2 | 0  | 4  | −4 | 0   |                                |

1. 1 2  Egalitate în meciul direct și la golaverajul per total. Goluri marcate: Camerun 5, Guineea 2

| Senegal                         | 3-0    | Gambia |
| ------------------------------- | ------ | ------ |
| - P. Gueye 4' - Camara 52', 86' | Raport |        |

| Camerun     | 1-1    | Guineea    |
| ----------- | ------ | ---------- |
| - Magri 51' | Raport | - Bayo 10' |

| Senegal                                  | 3-1    | Camerun           |
| ---------------------------------------- | ------ | ----------------- |
| - I.Sarr 16' - H.Diallo 71' - Mané 90+5' | Raport | - Castelletto 83' |

| Guineea         | 1-0    | Gambia |
| --------------- | ------ | ------ |
| - A. Camara 69' | Raport |        |

| Guineea | 0-2    | Senegal                    |
| ------- | ------ | -------------------------- |
|         | Raport | - Seck 61' - I. Ndiaye 90' |

| Gambia                       | 2-3    | Camerun                                           |
| ---------------------------- | ------ | ------------------------------------------------- |
| - Jallow 72' - E. Colley 85' | Raport | - Toko Ekambi 56' - Gomez 87' (o.g.) - Wooh 90+1' |

### Grupa D
| Loc | Echipa       | MJ | V | E | Î | GM | GP | DG | Pct | Calificare                     |
| --- | ------------ | -- | - | - | - | -- | -- | -- | --- | ------------------------------ |
| 1   | Angola       | 3  | 2 | 1 | 0 | 6  | 3  | +3 | 7   | Avansează în Faza eliminatorie |
| 2   | Burkina Faso | 3  | 1 | 1 | 1 | 3  | 4  | −1 | 4   | Avansează în Faza eliminatorie |
| 3   | Mauritania   | 3  | 1 | 0 | 2 | 3  | 4  | −1 | 3   | Avansează în Faza eliminatorie |
| 4   | Algeria      | 3  | 0 | 2 | 1 | 3  | 4  | −1 | 2   |                                |

| Algeria         | 1-1    | Angola                |
| --------------- | ------ | --------------------- |
| - Bounedjah 18' | Raport | - Mabululu 68' (pen.) |

| Burkina Faso        | 1-0    | Mauritania |
| ------------------- | ------ | ---------- |
| Traoré 90+6' (pen.) | Raport |            |

| Algeria                | 2-2    | Burkina Faso                       |
| ---------------------- | ------ | ---------------------------------- |
| - Bounedjah 51', 90+5' | Raport | - Konaté 45+3' - Traoré 71' (pen.) |

| Mauritania                   | 2-3    | Angola                         |
| ---------------------------- | ------ | ------------------------------ |
| - Bouna Amar 43' - Koita 58' | Raport | - Dala 30', 50' - Gilberto 53' |

| Angola                      | 2-0    | Burkina Faso |
| --------------------------- | ------ | ------------ |
| - Mabululu 36' - Zini 90+2' | Raport |              |

| Mauritania | 1-0    | Algeria |
| ---------- | ------ | ------- |
| - Yali 37' | Raport |         |

### Grupa E
| Loc | Echipa        | MJ | V | E | Î | GM | GP | DG | Pct | Calificare                     |
| --- | ------------- | -- | - | - | - | -- | -- | -- | --- | ------------------------------ |
| 1   | Mali (A)      | 3  | 1 | 2 | 0 | 3  | 1  | +2 | 5   | Avansează în Faza eliminatorie |
| 2   | Africa de Sud | 3  | 1 | 1 | 1 | 4  | 2  | +2 | 4   | Avansează în Faza eliminatorie |
| 3   | Namibia (A)   | 3  | 1 | 1 | 1 | 1  | 4  | −3 | 4   | Avansează în Faza eliminatorie |
| 4   | Tunisia (A)   | 3  | 0 | 2 | 1 | 1  | 2  | −1 | 2   |                                |

1. 1 2  Puncte meciul direct: Africa de Sud 3, Namibia 0

| Tunisia | 0-1    | Namibia     |
| ------- | ------ | ----------- |
|         | Raport | - Hotto 88' |

| Mali                           | 2-0    | Africa de Sud |
| ------------------------------ | ------ | ------------- |
| - H. Traoré 60' - Sinayoko 66' | Raport |               |

| Tunisia     | 1-1    | Mali           |
| ----------- | ------ | -------------- |
| - Rafia 20' | Raport | - Sinayoko 10' |

| Africa de Sud                                  | 4-0    | Namibia |
| ---------------------------------------------- | ------ | ------- |
| - Tau 14' (pen.) - Zwane 25', 40' - Maseko 75' | Raport |         |

| Africa de Sud | 0-0    | Tunisia |
| ------------- | ------ | ------- |
|               | Raport |         |

| Namibia | 0-0    | Mali |
| ------- | ------ | ---- |
|         | Raport |      |

### Grupa F
| Loc | Echipa   | MJ | V | E | Î | GM | GP | DG | Pct | Calificare                     |
| --- | -------- | -- | - | - | - | -- | -- | -- | --- | ------------------------------ |
| 1   | Maroc    | 3  | 2 | 1 | 0 | 5  | 1  | +4 | 7   | Avansează în Faza eliminatorie |
| 2   | RD Congo | 3  | 0 | 3 | 0 | 2  | 2  | 0  | 3   | Avansează în Faza eliminatorie |
| 3   | Zambia   | 3  | 0 | 2 | 1 | 2  | 3  | −1 | 2   |                                |
| 4   | Tanzania | 3  | 0 | 2 | 1 | 1  | 4  | −3 | 2   |                                |

1. 1 2  Egalitate în meciul direct. Golaveraj per total: Zambia −1, Tanzania −3

| Maroc                                    | 3-0    | Tanzania |
| ---------------------------------------- | ------ | -------- |
| - Saïss 30' - Ounahi 77' - En-Nesyri 80' | Raport |          |

| RD Congo    | 1-1    | Zambia       |
| ----------- | ------ | ------------ |
| - Wissa 27' | Raport | - Kangwa 23' |

| Maroc       | 1-1    | RD Congo    |
| ----------- | ------ | ----------- |
| - Hakimi 6' | Raport | - Silas 76' |

| Zambia     | 1-1    | Tanzania    |
| ---------- | ------ | ----------- |
| - Daka 88' | Raport | - Msuva 11' |

| Tanzania | 0-0    | RD Congo |
| -------- | ------ | -------- |
|          | Raport |          |

| Zambia | 0-1    | Maroc        |
| ------ | ------ | ------------ |
|        | Raport | - Ziyech 37' |

## Faza eliminatorie
|  | Optimi de finală           | Optimi de finală           |                        |       | Sferturi de finală    | Sferturi de finală    |                        |                        | Semifinale | Semifinale |  |  | Finală | Finală |
|  |                            |                            |                        |       |                       |                       |                        |                        |            |            |  |  |        |        |
|  | 27 ianuarie – Abidjan      |                            |                        |       |                       |                       |                        |                        |            |            |  |  |        |        |
|  |                            |                            |                        |       |                       |                       |                        |                        |            |            |  |  |        |        |
|  | Nigeria                    | 2                          |                        |       |                       |                       |                        |                        |            |            |  |  |        |        |
|  | Nigeria                    | 2                          | 2 februarie – Abidjan  |       |                       |                       |                        |                        |            |            |  |  |        |        |
|  | Camerun                    | 0                          |                        |       |                       |                       |                        |                        |            |            |  |  |        |        |
|  | Camerun                    | 0                          | Nigeria                | 1     |                       |                       |                        |                        |            |            |  |  |        |        |
|  | 27 ianuarie – Bouaké       |                            | Nigeria                | 1     |                       |                       |                        |                        |            |            |  |  |        |        |
|  |                            | Angola                     | 0                      |       |                       |                       |                        |                        |            |            |  |  |        |        |
|  | Angola                     | Angola                     | 0                      | 3     |                       |                       |                        |                        |            |            |  |  |        |        |
|  | Angola                     |                            | 7 februarie – Bouaké   | 3     |                       |                       |                        |                        |            |            |  |  |        |        |
|  | Namibia                    | 0                          |                        |       |                       |                       |                        |                        |            |            |  |  |        |        |
|  | Namibia                    | 0                          | Nigeria                | 1 (4) |                       |                       |                        |                        |            |            |  |  |        |        |
|  | 29 ianuarie – Abidjan      |                            | Nigeria                | 1 (4) |                       |                       |                        |                        |            |            |  |  |        |        |
|  |                            | Africa de Sud              | 1 (2)                  |       |                       |                       |                        |                        |            |            |  |  |        |        |
|  | Capul Verde                | Africa de Sud              | 1 (2)                  | 1     |                       |                       |                        |                        |            |            |  |  |        |        |
|  | Capul Verde                | 3 februarie – Yamoussoukro |                        | 1     |                       |                       |                        |                        |            |            |  |  |        |        |
|  | Mauritania                 | 0                          |                        |       |                       |                       |                        |                        |            |            |  |  |        |        |
|  | Mauritania                 | 0                          | Capul Verde            | 0 (0) |                       |                       |                        |                        |            |            |  |  |        |        |
|  | 30 ianuarie – San Pédro    |                            | Capul Verde            | 0 (0) |                       |                       |                        |                        |            |            |  |  |        |        |
|  |                            | Africa de Sud              | 1 (2)                  |       |                       |                       |                        |                        |            |            |  |  |        |        |
|  | Maroc                      | Africa de Sud              | 1 (2)                  | 0     |                       |                       |                        |                        |            |            |  |  |        |        |
|  | Maroc                      |                            | 11 februarie – Abidjan | 0     |                       |                       |                        |                        |            |            |  |  |        |        |
|  | Africa de Sud              | 2                          |                        |       |                       |                       |                        |                        |            |            |  |  |        |        |
|  | Africa de Sud              | 2                          | Nigeria                | 1     |                       |                       |                        |                        |            |            |  |  |        |        |
|  | 30 ianuarie – Korhogo      |                            | Nigeria                | 1     |                       |                       |                        |                        |            |            |  |  |        |        |
|  |                            | Coasta de Fildeș           | 2                      |       |                       |                       |                        |                        |            |            |  |  |        |        |
|  | Mali                       | Coasta de Fildeș           | 2                      | 2     |                       |                       |                        |                        |            |            |  |  |        |        |
|  | Mali                       | 3 februarie – Bouaké       |                        | 2     |                       |                       |                        |                        |            |            |  |  |        |        |
|  | Burkina Faso               | 1                          |                        |       |                       |                       |                        |                        |            |            |  |  |        |        |
|  | Burkina Faso               | 1                          | Mali                   | 1     |                       |                       |                        |                        |            |            |  |  |        |        |
|  | 29 ianuarie – Yamoussoukro |                            | Mali                   | 1     |                       |                       |                        |                        |            |            |  |  |        |        |
|  |                            | Coasta de Fildeș           | 2                      |       |                       |                       |                        |                        |            |            |  |  |        |        |
|  | Senegal                    | Coasta de Fildeș           | 2                      | 1 (4) |                       |                       |                        |                        |            |            |  |  |        |        |
|  | Senegal                    |                            | 7 februarie – Abidjan  | 1 (4) |                       |                       |                        |                        |            |            |  |  |        |        |
|  | Coasta de Fildeș           | 1 (5)                      |                        |       |                       |                       |                        |                        |            |            |  |  |        |        |
|  | Coasta de Fildeș           | 1 (5)                      | Coasta de Fildeș       | 1     |                       |                       |                        |                        |            |            |  |  |        |        |
|  | 28 ianuarie – San Pédro    |                            | Coasta de Fildeș       | 1     |                       |                       |                        |                        |            |            |  |  |        |        |
|  |                            | RD Congo                   | 0                      |       | Meciul pentru locul 3 | Meciul pentru locul 3 |                        |                        |            |            |  |  |        |        |
|  | Egipt                      | RD Congo                   | 0                      | 1 (7) | Meciul pentru locul 3 | Meciul pentru locul 3 |                        |                        |            |            |  |  |        |        |
|  | Egipt                      | 2 februarie – Abidjan      | 2 februarie – Abidjan  | 1 (7) |                       |                       | 10 februarie – Abidjan | 10 februarie – Abidjan |            |            |  |  |        |        |
|  | RD Congo                   | 2 februarie – Abidjan      | 2 februarie – Abidjan  | 1 (8) |                       |                       | 10 februarie – Abidjan | 10 februarie – Abidjan |            |            |  |  |        |        |
|  | RD Congo                   | RD Congo                   | 3                      | 1 (8) | Africa de Sud         | 0 (6)                 |                        |                        |            |            |  |  |        |        |
|  | 28 ianuarie – Abidjan      | RD Congo                   | 3                      |       | Africa de Sud         | 0 (6)                 |                        |                        |            |            |  |  |        |        |
|  |                            | Guineea                    | 1                      |       | RD Congo              | 0 (5)                 |                        |                        |            |            |  |  |        |        |
|  | Guineea Ecuatorială        | Guineea                    | 1                      | 0     | RD Congo              | 0 (5)                 |                        |                        |            |            |  |  |        |        |
|  | Guineea Ecuatorială        |                            |                        | 0     |                       |                       |                        |                        |            |            |  |  |        |        |
|  | Guineea                    | 1                          |                        |       |                       |                       |                        |                        |            |            |  |  |        |        |
|  | Guineea                    | 1                          |                        |       |                       |                       |                        |                        |            |            |  |  |        |        |

### Optimi
| Angola                         | 3-0    | Namibia |
| ------------------------------ | ------ | ------- |
| - Dala 38', 42' - Mabululu 66' | Raport |         |

| Nigeria            | 2-0    | Camerun |
| ------------------ | ------ | ------- |
| - Lookman 36', 90' | Raport |         |

| Guineea Ecuatorială | 0-1    | Guineea      |
| ------------------- | ------ | ------------ |
|                     | Raport | - Bayo 90+8' |

| Egipt                                                                                      | 1-1 (d.p.) | RD Congo                                                                                       |
| ------------------------------------------------------------------------------------------ | ---------- | ---------------------------------------------------------------------------------------------- |
| - Mostafa 45+1' (pen.)                                                                     | Raport     | - Elia 37'                                                                                     |
| - Abdelmonem - Mostafa - Marmoush - Kamal - Hany - Hegazi - M. Fathi - Hamada - Abou Gabal | 7–8        | - Moutoussamy - Masuaku - Dianagana - Silas - Tshibola - Kalulu - Mbemba - Inonga Baka - Mpasi |

| Capul Verde         | 1-0    | Mauritania |
| ------------------- | ------ | ---------- |
| - Mendes 88' (pen.) | Raport |            |

| Senegal                                         | 1-1 (d.p.) | Coasta de Fildeș                           |
| ----------------------------------------------- | ---------- | ------------------------------------------ |
| - H. Diallo 4'                                  | Raport     | - Kessié 86' (pen.)                        |
| - Koulibaly - P. Sarr - Niakhaté - Dieng - Mané | 4–5        | - Pépé - Kouamé - Haller - Aurier - Kessié |

| Mali                               | 2-1    | Burkina Faso        |
| ---------------------------------- | ------ | ------------------- |
| - Tapsoba 3' (o.g.) - Sinayoko 47' | Raport | - Traoré 57' (pen.) |

| Maroc | 0-2    | Africa de Sud                 |
| ----- | ------ | ----------------------------- |
|       | Raport | - Makgopa 57' - Mokoena 90+5' |

### Sferturi de finală
| Nigeria       | 1-0    | Angola |
| ------------- | ------ | ------ |
| - Lookman 41' | Raport |        |

| RD Congo                                      | 3-1    | Guineea           |
| --------------------------------------------- | ------ | ----------------- |
| - Mbemba 27' - Wissa 65' (pen.) - Masuaku 82' | Raport | - Bayo 21' (pen.) |

| Mali           | 1-2 (d.p.) | Coasta de Fildeș               |
| -------------- | ---------- | ------------------------------ |
| - Dorgeles 71' | Raport     | - Adingra 90' - Diakité 120+2' |

| Capul Verde                                      | 0-0 (d.p.) | Africa de Sud                       |
| ------------------------------------------------ | ---------- | ----------------------------------- |
|                                                  | Raport     |                                     |
| - Bebé - Semedo - L. Duarte - Teixeira - Andrade | 1–2        | - Mokoena - Lepasa - Modiba - Mvala |

### Semifinale
| Nigeria                                            | 1-1 (d.p.) | Africa de Sud                           |
| -------------------------------------------------- | ---------- | --------------------------------------- |
| - Troost-Ekong 67' (pen.)                          | Raport     | - Mokoena 90' (pen.)                    |
| - Moffi - Omeruo - Aina - Troost-Ekong - Iheanacho | 4–2        | - Mokoena - Mayambela - Makgopa - Mvala |

| Coasta de Fildeș | 1-0    | RD Congo |
| ---------------- | ------ | -------- |
| - Haller 65'     | Raport |          |

### Meciul pentru locul 3
| Africa de Sud                                                   | 0-0 (d.p.) | RD Congo                                                          |
| --------------------------------------------------------------- | ---------- | ----------------------------------------------------------------- |
|                                                                 | Raport     |                                                                   |
| - Mokoena - Sibisi - Monare - Modiba - Lepasa - Appollis - Xulu | 6–5        | - Moutoussamy - Mfulu - Bakambu - Kayembe - Mbemba - Wissa - Elia |

### Finala
| Nigeria            | 1-2    | Coasta de Fildeș          |
| ------------------ | ------ | ------------------------- |
| - Troost-Ekong 38' | Raport | - Kessié 62' - Haller 81' |